# Треченто
Треченто (итал. trecento) је назив италијанске уметности XIV века. На основама византијског стила и готике јавља се сликарска школа са седиштем у Сијени. У раздобљу тречента, захваљујући значајним делима Дантеа у епском песништву, Петрарке у лирском и Бокача у новелистици, тоскански дијалект постаје основа за јединствени италијански књижевни језик.